# Under20
『under20』（アンダートゥエンティ）は、The ドーテーズが2017年2月24日にキャッスルレコードからリリースしたインディーズ2作目のオリジナル・アルバムである。

## 内容
前作『衝撃』から約2年ぶりのオリジナル・アルバム。最年長メンバーのまろりんを除く鈴木直人、ゆっきー、ゆりとが20歳になった節目としてリリースされた。The ドーテーズ名義での最後のオリジナル・アルバム。

## 収録曲
1. タルパ [3:12]
作詞・作曲：鈴木直人
編曲：The ドーテーズ
  - 2020年リリースのミニ・アルバム『イラつくときはいつだって』に再録されている。
2. 三膳 [1:46]
作詞・作曲：鈴木直人
編曲：The ドーテーズ
3. ハッピーバラード [4:36]
作詞・作曲：まろりん
編曲：The ドーテーズ
4. 死ぬほど好き [2:28]
作詞：まろりん、鈴木直人
作曲：鈴木直人
編曲：The ドーテーズ
  - 2025年リリースのミニ・アルバム『ナイフ』初回限定盤付属CD「夏服」に再録されている。
5. にわかパンク [3:02]
作詞・作曲：まろりん
編曲：The ドーテーズ
6. 急ショック死寸前 [2:53]
作詞・作曲：鈴木直人
編曲：The ドーテーズ
  - 2022年リリースのデジタルEP『hodgepodge』に再録されている。
7. booster [2:41]
作詞・作曲：鈴木直人
編曲：The ドーテーズ
8. デート [4:49]
作詞・作曲：まろりん
編曲：The ドーテーズ
  - 2025年リリースのミニ・アルバム『ナイフ』初回限定盤付属CD「夏服」に再録されている。
9. イージーゴーイング [4:45]
作詞・作曲：まろりん
編曲：The ドーテーズ

## タイアップ
| 曲名         | タイアップ                                                      |
| ------------ | --------------------------------------------------------------- |
| 死ぬほど好き | TOKYO MX・DMM TV『黒弁護士の痴情 世界でいちばん重い純愛』主題歌 |